# Патнам-Лейк (Нью-Йорк)
Патнам-Лейк (англ. Putnam Lake) — переписна місцевість (CDP) в США, в окрузі Патнем штату Нью-Йорк. Населення — 3776 осіб (2020).

## Географія
Патнам-Лейк розташований за координатами 41°28′29″ пн. ш. 73°32′56″ зх. д. / 41.47472° пн. ш. 73.54889° зх. д. (41.474832, -73.548908).  За даними Бюро перепису населення США в 2010 році переписна місцевість мала площу 11,03 км², з яких 9,95 км² — суходіл та 1,09 км² — водойми.

## Демографія
Згідно з переписом 2010 року, у переписній місцевості мешкали 3844 особи в 1407 домогосподарствах у складі 985 родин. Густота населення становила 348 осіб/км².  Було 1565 помешкань (142/км²).
Расовий склад населення:
| - 88,0 % — білих - 3,8 % — чорних або афроамериканців - 1,7 % — азіатів - 0,2 % — корінних американців - 3,4 % — осіб інших рас |

До двох чи більше рас належало 2,9 %. Частка іспаномовних становила 13,8 % від усіх жителів.
За віковим діапазоном населення розподілялося таким чином: 25,0 % — особи молодші 18 років, 64,0 % — особи у віці 18—64 років, 11,0 % — особи у віці 65 років та старші. Медіана віку мешканця становила 40,4 року. На 100 осіб жіночої статі у переписній місцевості припадало 102,4 чоловіків;  на 100 жінок у віці від 18 років та старших — 95,8 чоловіків також старших 18 років.
Середній дохід на одне домашнє господарство  становив 89 608 доларів США (медіана — 82 083), а середній дохід на одну сім'ю — 105 053 долари (медіана — 105 278). Медіана доходів становила 68 289 доларів для чоловіків та 43 558 доларів для жінок. За межею бідності перебувало 2,9 % осіб, у тому числі 1,2 % дітей у віці до 18 років та 7,3 % осіб у віці 65 років та старших.
Цивільне працевлаштоване населення становило 2117 осіб. Основні галузі зайнятості: освіта, охорона здоров'я та соціальна допомога — 22,5 %, роздрібна торгівля — 15,4 %, науковці, спеціалісти, менеджери — 8,0 %, мистецтво, розваги та відпочинок — 7,9 %.